# Emmy Heim
Emmy Heim   (Viena, 10 de setembre de 1885 - 13 d'octubre de 1954) va ser una cantant (soprano) i professora de música austríac-canadenca.
Heim va estudiar cant a Viena i va debutar com a cantant de cançons el 1911. Va recórrer Alemanya, Àustria-Hongria i Polònia i va aparèixer davant soldats a la Primera Guerra Mundial. El 1915 es va casar amb el poeta Emil Alphons Rheinhardt, amb qui va conèixer importants poetes de parla alemanya com Rainer Maria Rilke i Hugo von Hofmannsthal. Va cantar cançons d'Arnold Schönberg. Oskar Kokoschka en va fer un retrat litogràfic. El 1921 es va casar amb l'arquitecte Franz Singer.
A més de cançons de Schubert, Schumann i Wolf, el repertori de Heim també va incloure obres de compositors contemporanis com Alban Berg, Egon Wellesz i Arnold Schönberg. El 1919 va cantar en un concert Berceuses de chat i Pribaoutki d'Ígor Stravinski.
A principis dels anys trenta, Heim va viure a Anglaterra i va mantenir un estudi vocal a Salzburg fins a Àustria. De 1934 a 1939 va estar principalment a Canadà, on va debutar al "Hart House Theatre" de Toronto el 1934 per recomanació d'Ernest MacMillan. Quan va esclatar la Segona Guerra Mundial, va tornar a Anglaterra, fent actuacions en hospitals i camps militars de la Creu Roja i fent classes a Oxford i a la Universitat de Cambridge.
El 1946 es va traslladar a Canadà i va rebre la ciutadania canadenc el 1954. Va ensenyar al Reial Conservatori de Música de Toronto fins a la seva mort. Entre els seus estudiants es trobaven Joan Hall, Frances James, Eileen Law, Margo MacKinnon, Lois Marshall, Joan Maxwell, James Milligan, Mary Morrison, Jan Simons i Joyce Sullivan.
El 1946 es va traslladar a Canadà i va rebre la ciutadania canadenc el 1954. Va ensenyar al Reial Conservatori de Música de Toronto fins a la seva mort. Entre els seus estudiants es trobaven Joan Hall, Frances James, Eileen Law, Margo MacKinnon, Lois Marshall, Joan Maxwell, James Milligan, Mary Morrison, Jan Simons i Joyce Sullivan.